# Río Lambo
El río Lambo es un río del oeste de la península ibérica que discurre íntegramente por el distrito de Aveiro, en Portugal. 

## Curso
El Lambo tiene sus fuentes en la parroquia de São João de Ver. Estos nacimientos son: São Bento y Corujeira. La unión de estas dos fuentes forma el río Lambo que desemboca en el Océano Atlántico a través de la Barrinha de Esmoriz pasando por Feira (Santa Maria da Feira), Espargo (Santa Maria da Feira) y el Europarque, Maceda (Ovar) y Cortegaça (Ovar). En Maceda el río tiene un valle llamado Vala de Maceda.
El río sufre de contaminación.